# André Filipe Saraiva Martins
André Filipe Saraiva Martins, noto semplicemente come André Martins (Ferreira do Alentejo, 26 marzo 1987), è un ex calciatore portoghese, di ruolo attaccante.